# Ланси (Китай)
Ланси́ (кит. упр. 郎溪, пиньинь Lángxī) — уезд городского округа Сюаньчэн провинции Аньхой (КНР). Уезд назван в честь основной реки, протекающей по его территории.

## История
Во времена империи Сун в 988 году был образован уезд Цзяньпин (建平县); он был подчинён властям Гуандэского военного округа (广德军). После монгольского завоевания и образования империи Юань Гуандэский военный округ был преобразован в Гуандэский регион (广德路), в состав которого входили уезды Гуандэ и Цзяньпин (建平县). Когда повстанцы под предводительством Чжу Юаньчжана в 1356 году захватили эти места, то Гуандэский регион был переименован в Гуансинскую управу (广兴府). После основания империи Мин Гуансинская управа была переименована в Гуандэскую управу (广德府), а вскоре понижена в статусе до области. Область просуществовала вплоть до Синьхайской революции 1911 года, после которой в результате административной реформы области были упразднены. Во время сверки названий административных единиц по всей территории Китайской Республики выяснилось, что в провинции Чжили имеется уезд с точно таким же названием, и поэтому уезд Цзяньпин провинции Аньхой был переименован в Ланси в честь реки, протекающей по его территории.
После того, как во время гражданской войны эти места перешли под контроль коммунистов, в мае 1949 года был образован Специальный район Сюаньчэн (宣城专区), и уезд вошёл в его состав. В 1951 году Специальный район Сюаньчэн был расформирован, и уезд перешёл в состав Специального района Уху (芜湖专区), который в 1971 году был переименован в Округ Уху (芜湖地区).
В 1973 году город Уху был выведен из состава округа, став городом провинциального подчинения. В 1980 году уезд Уху был передан в подчинение властям города Уху, а органы власти округа переехали из уезда Уху в уезд Сюаньчэн, после чего Округ Уху был переименован в Округ Сюаньчэн (宣城地区).
В 2000 году постановлением Госсовета КНР округ Сюаньчэн был преобразован в городской округ, и уезд вошёл в его состав.

## Административное деление
Уезд делится на 7 посёлков и 2 волости.